# Konzeptgraph

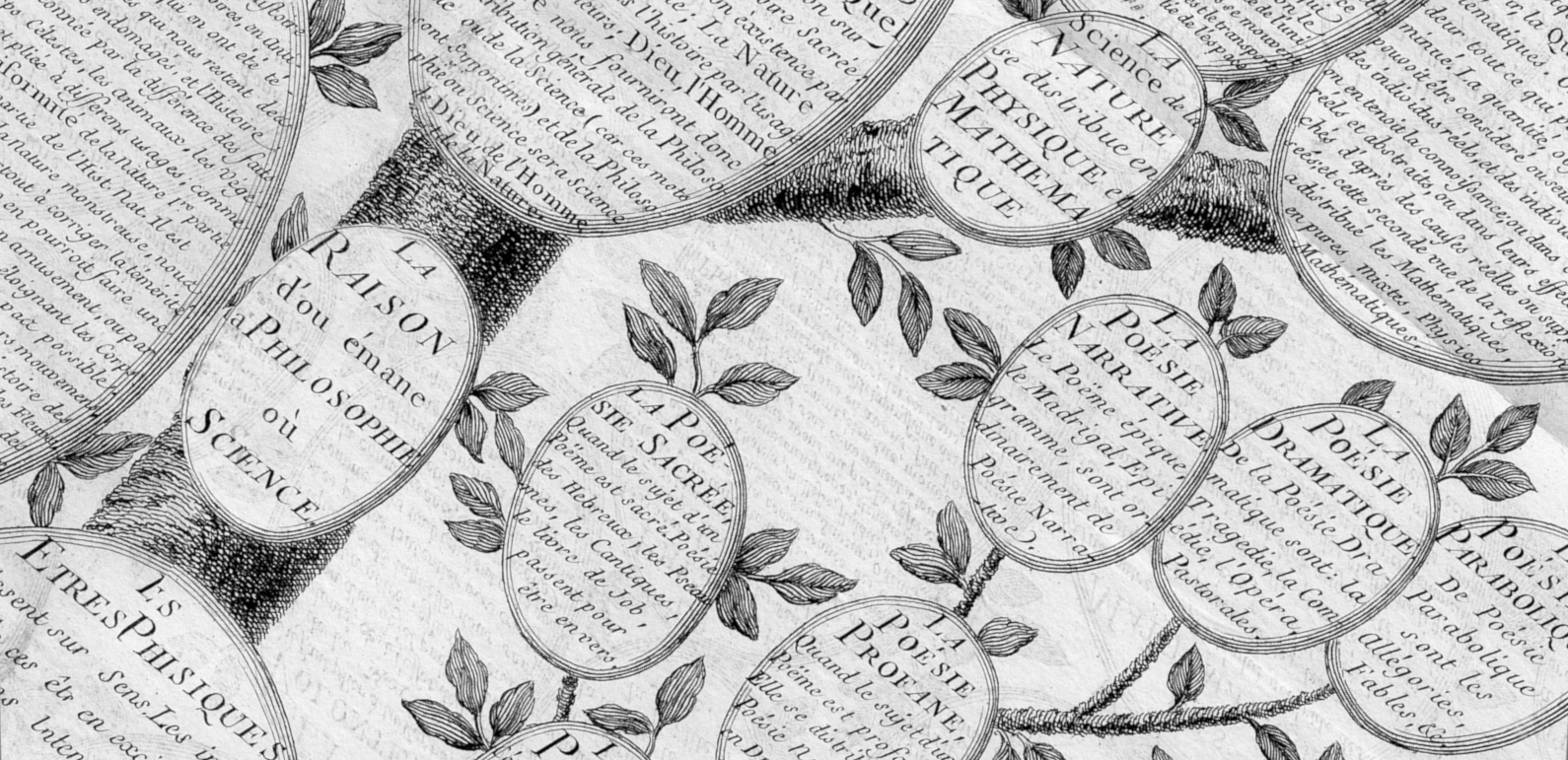
Detail eines Wissensbaums von Chrétien Frédéric Guillaume Roth

Konzeptgraphen oder Begriffsgraphen, abgekürzt Kg (englisch conceptual graph, CG) sind ein von John F. Sowa entwickeltes logisches Sprachsystem für die semantische Beschreibung von abgegrenzten Wissensdomänen.
Neben der üblichen Darstellung von Beziehungen zwischen einzelnen Einheiten als Graphen existieren mehr textuelle Darstellungen, eine Serialisierung ähnlich N3 und ein CG Austauschformat CGIF.
Sie basieren auf den Existential Graphs von Charles Sanders Peirce und den Semantischen Netzen aus der Künstlichen Intelligenz.

## Graphen
CGs lassen sich als bipartite Graphen darstellen. Kästen stehen für Konzepte, Ovale für Relationen. Um die Aussage:

Die Katze sitzt auf der Matratze

auszudrücken, kann folgender Graph benutzt werden:

[Katze] → (sitzt_auf) → [Matratze]

Dieser Graph kann allerdings auch interpretiert werden als:

Eine (x-beliebige) Katze sitzt auf einer (x-beliebigen) Matratze